# Estroflessione
Il termine estroflessione – spesso utilizzato in italiano come sinonimo di shaped canvas - indica una particolare forma espressiva artistica, in bilico tra pittura e scultura, consistente nel creare una dilatazione spaziale verso l'esterno della tela, per lo più monocromatica, tramite specifici accorgimenti tecnici, formando così un gioco di luce e ombra che conferisce spesso all'opera un'illusione cinetica.
Questa tecnica vede nella serie de I gobbi di Alberto Burri e nello Spazialismo di Lucio Fontana una significativa anticipazione, ed è riconducibile prevalentemente alla neoavanguardia di arte minimal nata a New York intorno al 1966 chiamata Top Art. Ha cominciato a diffondersi dalla metà degli anni 1960 in Europa (soprattutto in Gran Bretagna con Richard Smith e in Italia con Enrico Castellani e Agostino Bonalumi e negli USA con Frank Stella.